# Andrew Liddle
 (avril 2022).
Si vous disposez d'ouvrages ou d'articles de référence ou si vous connaissez des sites web de qualité traitant du thème abordé ici, merci de compléter l'article en donnant les références utiles à sa vérifiabilité et en les liant à la section « Notes et références ».
Pour les articles homonymes, voir Liddle.
Andrew Liddle, né le 9 juin 1965, est un cosmologiste britannique actuellement[Quand ?] professeur d'Astrophysique Théorique à l'Observatoire royal d'Édimbourg. Jusqu'en 2013, il était professeur de cosmologie à l'université du Sussex (Angleterre).